# Ceraclea ophioderus
Ceraclea ophioderus là một loài Trichoptera trong họ Leptoceridae. Chúng phân bố ở miền Tân bắc.